# Gortyna rungsi
Gortyna rungsi là một loài bướm đêm trong họ Noctuidae.